# Jintsū (Schiff, 1925)
Die Jintsū (japanisch 神通) war ein Leichter Kreuzer der Sendai-Klasse der kaiserlich japanischen Marine. Benannt war das Schiff nach dem Fluss Jinzū, der durch die Präfekturen Gifu und Toyama fließt. Es wurde in der Schlacht bei Kolombangara versenkt.

## Einsätze

### Vorkriegsgeschichte
Am 21. Juli 1925 wurde das Schiff in Kōbe auf der Kawasaki-Schiffswerft fertiggestellt.

### Zweiter Weltkrieg
Die Jintsū diente ab dem 26. November 1941 Konteradmiral Tanaka Raizō als Flaggschiff.
Anfang Dezember wurde sie der südlichen Invasionsflotte für die Philippinen zugeteilt und lief als Deckungsschiff zusammen mit einem Minenleger in die Straße von Surigao, um diese mit 133 Seeminen zu sperren. Am Folgetag landeten japanische Truppen bei Legaspi in Süd-Luzon auf den Philippinen.
Nach einem kurzen Aufenthalt in Palau geleitete die Jintsū einen Konvoi von 14 Transportschiffen mit der 16. Division und weiteren Landungseinheiten für Mindanao nach Davao City, wo sie am 19. Dezember kurz nach Mitternacht eintrafen. Nachdem die japanischen Truppen erfolgreich einen Brückenkopf an Land etabliert hatten, führte die Jintsū einen weiteren Geleitzug mit neun Transportern nach Jolo. Dort erfolgten die Landungen am 24. Dezember.
Zurück in Davao wurde die Jintsū der Invasionsflotte für Niederländisch-Indien zugeteilt. Als am 9. Januar 1942 die „Operation H“ begann, setzte sich die Jintsū mit einer Flotte, die aus acht Transportern und anderen Geleitschiffen bestand, in Richtung Celebes in Bewegung, wo die Invasion am 11. Januar begann. Die Jintsū pendelte mehrfach zwischen Malalag Bay und Celebes um Nachschubeinheiten zu decken.
Weitere Einsätze fuhr das Schiff bei der Eroberung Niederländisch-Indiens nach Ambon und Timor. Dabei kam es am 20. Februar 1942 zu einem kurzen Zwischenfall mit dem amerikanischen U-Boot USS Pickerel, das versuchte die Jintsū zu torpedieren, als diese gerade ihr Aufklärungsflugzeug barg. Die Jintsū bekam aber keinen Treffer ab und versuchte ihrerseits mit Wasserbomben die Pickerel zu zerstören, doch auch sie konnte unbeschädigt entkommen.

### Schlacht in der Javasee
Als Geleitschutz zur Ost-Invasionsflotte nach Java laufend, verließ die Jintsū am 25. Februar Makassar auf Celebes. Zwei Tage später kam es zur Schlacht in der Javasee, in deren Folge die japanischen Einheiten die gesamte alliierte ABDA-Flotte aufrieben. Dabei versenkte die Jintsū gemeinsam mit dem Zerstörer Asagumo am 27. April 1942 den britischen Zerstörer Electra.
Ende März bis Anfang April lag die Jintsū für einige Tage zu Überholungs- und Reparaturzwecken in Kure im Trockendock.
Als die Amerikaner überraschend den Doolittle Raid starteten, um Tokio zu bombardieren, wurde die Jintsū mit anderen Einheiten von Kure aus in Marsch gesetzt, um die Flugzeugträger Hornet und Enterprise zu finden und anzugreifen, was aber misslang.

### Schlacht um Midway
Kurz darauf beschlossen die Japaner einen Angriff auf die Midwayinseln, zu deren Flotte Vizeadmiral Kondō Nobutakes Kidō Butai zusammen mit anderen Schiffen, wie auch der Jintsū, gehörten. Am 3. Juni wurde der Konvoi, der von der Jintsū begleitet wurde, während der Schlacht um Midway von einigen B-17-Bombern und später von Catalinas angegriffen. Es wurde dabei aber nur ein Tanker beschädigt.

### Schlacht um Guadalcanal
Ab dem 14. Juli baute Vizeadmiral Mikawa Gun’ichi die achte Flotte auf, zu der auch die Jintsū gehörte. Zur Entlastung der bei der Schlacht um Guadalcanal in Bedrängnis geratenen japanischen Truppen lief die Jintsū am 16. August als Geleit für den zweiten Transportkonvoi von Truk aus. Während einer weiteren Geleitfahrt am 25. August wurde die Jintsū mit ihrem Konvoi 150 Meilen nördlich von Guadalcanal von anfliegenden Douglas SBD Dauntless-Sturzkampfbombern attackiert. Die Jintsū erhielt einen Bombentreffer in ihr vorderes Magazin, das nach einem Brand geflutet werden musste. Als Folge musste das Schiff bis Anfang Oktober in Truk repariert werden, Von dort aus lief sie nach Kure, wo einige neue Maschinenwaffen installiert wurden.

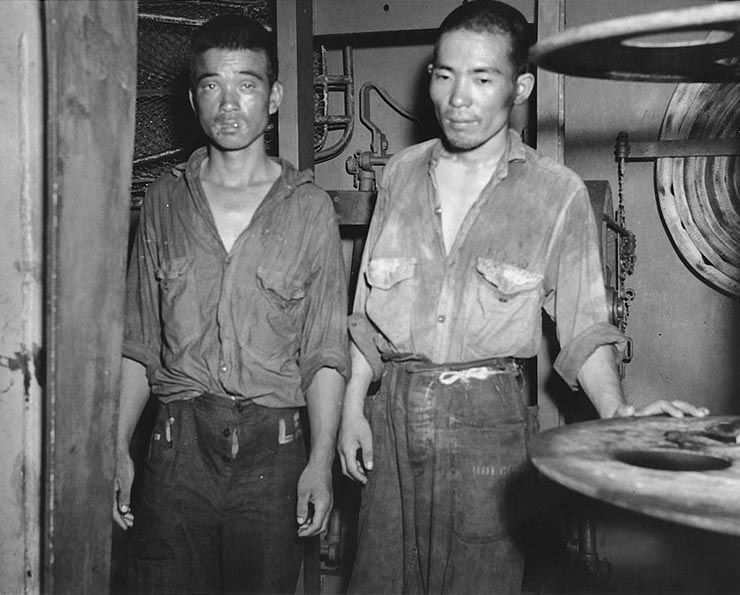
Überlebende der Jintsū an Bord der Nicholas am 14. Juli 1943

Ende Januar 1943 deckte die Jintsū die Evakuierung der japanischen Truppen von Guadalcanal, indem sie nördlich der Insel kreuzte.

## Untergang
Zur Besetzung der Insel Kolombangara lief die Jintsū mit einem Geleitzug am 13. Juli von Rabaul zu den nördlichen Salomonen aus. Der Konvoi wurde von einer amerikanischen Task Force gestellt, was zur Schlacht bei Kolombangara führte. Kurz vor Mitternacht um 23:10 Uhr eröffneten die Honolulu, die St. Louis und die Leander sowie diverse Zerstörer der Taskforce 18 das Feuer auf die Jintsū. Sechs Granaten schlugen in den Kesselraum ein und setzten das Schiff in Brand. Kurz darauf explodiert ein Torpedo, der von Steuerbord geschossen worden war, im Maschinenraum. Die Jintsū brach um 23:48 Uhr auseinander und ging unter. 482 Besatzungsmitglieder verloren dabei ihr Leben. Einige Männer konnten vom japanischen U-Boot I-180 gerettet werden, und auch die Amerikaner nahmen einige Japaner in Gefangenschaft.

## Liste der Kommandanten
| Nr. | Name                               | Beginn der Amtszeit | Ende der Amtszeit | Bemerkungen                                                      |
| --- | ---------------------------------- | ------------------- | ----------------- | ---------------------------------------------------------------- |
| –   | Kapitän zur See Tsuge Michiji      | 30. November 1923   | 2. Februar 1925   | mit der Baubelehrung betraut                                     |
| 1.  | Kapitän zur See Fukushima Kanzo    | 31. Juli 1925       | 1. Dezember 1925  | seit 2. Februar 1925 mit der Baubelehrung betraut                |
| 2.  | Kapitän zur See Yamauchi Toyonaka  | 1. Dezember 1925    | 1. November 1926  |                                                                  |
| 3.  | Kapitän zur See Mizushiro Keiji    | 1. November 1926    | 7. Oktober 1927   |                                                                  |
| 4.  | Kapitän zur See Mitsuya Shiro      | 7. Oktober 1927     | 15. November 1927 |                                                                  |
| 5.  | Kapitän zur See Akiyama Toraroku   | 15. November 1927   | 10. Dezember 1928 |                                                                  |
| 6.  | Kapitän zur See Machida Shinichiro | 10. Dezember 1928   | 30. November 1929 |                                                                  |
| 7.  | Kapitän zur See Toyama Hikoji      | 30. November 1929   | 1. Dezember 1930  |                                                                  |
| 8.  | Kapitän zur See Izawa Haruma       | 1. Dezember 1930    | 1. Dezember 1931  |                                                                  |
| 9.  | Kapitän zur See Iwashita Yasutaro  | 1. Dezember 1931    | 15. November 1932 |                                                                  |
| 10. | Kapitän zur See Okuma Masakichi    | 15. November 1932   | 15. November 1933 |                                                                  |
| 11. | Kapitän zur See Suzuki Kozo        | 15. November 1933   | 15. November 1934 |                                                                  |
| 12. | Kapitän zur See Hara Kenzaburo     | 15. November 1934   | 15. November 1935 |                                                                  |
| 13. | Kapitän zur See Abe Koso           | 15. November 1935   | 1. Dezember 1936  |                                                                  |
| 14. | Kapitän zur See Abe Hiroaki        | 1. Dezember 1936    | 1. Dezember 1937  |                                                                  |
| 15. | Kapitän zur See Tanaka Raizō       | 1. Dezember 1937    | 15. Dezember 1938 |                                                                  |
| 16. | Kapitän zur See Nanba Sukenobu     | 15. Dezember 1938   | 15. November 1939 |                                                                  |
| –   | Kapitän zur See Izaki Shunji       | 15. November 1939   | 5. Dezember 1939  | Kommandant der Mikuma, mit der Wahrnehmung der Geschäfte betraut |
| 17. | Kapitän zur See Kimura Masatomi    | 5. Dezember 1939    | 15. Oktober 1940  |                                                                  |
| 18. | Kapitän zur See Kasai Torazo       | 15. Oktober 1940    | 26. Dezember 1942 |                                                                  |
| 19. | Kapitän zur See Fujita Toshizo     | 26. Dezember 1942   | 12. Februar 1943  |                                                                  |
| 20. | Kapitän zur See Sato Torajiro      | 12. Februar 1943    | 13. Juli 1943     |                                                                  |